# Corporación Andina de Fomento
Pour les articles homonymes, voir CAF.
La Corporación Andina de Fomento (Corporation andine de développement), ou CAF, est une banque de développement régionale créée en 1970 avec la participation de dix-huit pays latinoaméricains.

## Membres actuels
- États membres
- États associés

- Argentine
- Bolivie
- Brésil
- Chili
- Colombie
- Costa Rica
- République dominicaine
- Équateur
- Jamaïque
- Mexique
- Panama
- Paraguay
- Pérou
- Portugal
- Espagne
- Trinité-et-Tobago
- Uruguay
- Venezuela

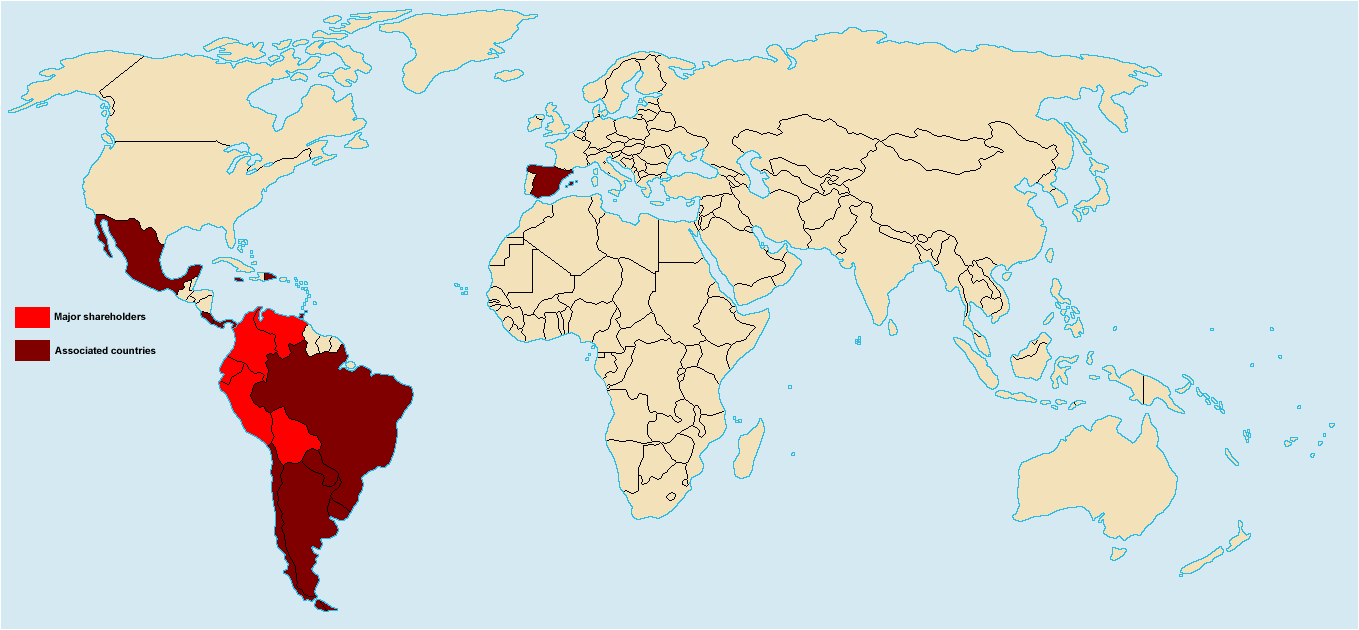
Corporación Andina de Fomento
États membres
États associés

Le siège de la CAF est basé à Caracas, avec des bureaux à La Paz, Brasilia, Bogota, Quito, Lima, Buenos Aires, Panama, Montevideo et Madrid.